# Erythroxylum mattos-silvae
Erythroxylum mattos-silvae är en tvåhjärtbladig växtart som beskrevs av T. Plowman. Erythroxylum mattos-silvae ingår i släktet Erythroxylum och familjen Erythroxylaceae. Inga underarter finns listade i Catalogue of Life.